# 東條英機の遺言
東條英機の遺言（とうじょうひできのゆいごん）といわれるものは複数存在する。ひとつは1945年（昭和20年）9月3日の日付で書かれた長男へ向けてのものである。他は自殺未遂までに書いたとされるものと、東京裁判での死刑判決後に刑が執行されるまでに書いたとされるものである。

## 家族に宛てたもの
以下は長男英隆に宛てたものである。これは1945年9月3日。すなわち日本側代表団が連合国に対する降伏文書に調印した翌日に書かれたものである。東條の直筆の遺言はこれの他、妻勝子や次男輝雄など親族にあてたものが複数存在する。

## 処刑を前にした時のもの
以下は処刑前に花山信勝教誨師に対して口頭で伝えたものである。書かれた時期は判決を受けた1948年（昭和23年）11月12日から刑が執行された12月24日未明までの間とされる。花山は、聞いたことを後で書いたので必ずしも正確なものではない、と述べている。

## 逮捕前に書かれたとされるもの
以下は1945年9月11日に連合国に逮捕される前に書かれたとされるもの、《英米諸国人ニ告グ》、《日本同胞国民諸君》、《日本青年諸君ニ告グ》の3通を現代語にしたものである。
のちに東條についての著書を著したロバート・ビュートーは、東條を逮捕するために訪れたMP一行のひとり、ウィルパーズ中尉が東條自決直後に東條の机にあった文書と前日の1945年9月10日付の「最後声明」を押収したが、GHQによる英訳があるものの、日本語の現物は行方不明だとしている。
東京裁判で東條の弁護人を務めた清瀬一郎は、《英米諸国人ニ告グ》、《日本同胞国民諸君》、《日本青年諸君ニ告グ》がロバート・ビュートーが言及した「最後の声明」に当たり、信用すべき人から、文意は東條のもの、文飾は「当時日本言論文筆および史学界の最長老某氏の添削を経たもの」との証言を得たとしている。
この遺書は1952年（昭和27年）の『中央公論』5月号にUP通信のE・ホーブライト記者が東條の側近だった陸軍大佐からもらったものであるとの触れ込みで発表されたものである。この遺書は、東京裁判で鈴木貞一の補佐弁護人を務めた戒能通孝から「東條的無責任論」として批判を受けた（戒能の評は同誌に遺書と同時に掲載された）。
保阪正康は、『東條英機と天皇の時代』（初版1979年）では、徳富蘇峰の添削を経た東條の遺書としている。しかし保阪はのちの著書『昭和良識派の研究』では、東條の口述を受けて筆記したとされる陸軍大佐二人について本人にも直接取材し、この遺書が東條のものではなく、東條が雑談で話したものをまとめ、米国の日本がまた戦前のような国家になるという危惧を「東條」の名を使うことで強めようとしたものではないかと疑問を抱いている。徳富は9月に東条から遺言書作成の依頼があったと書いている。